# Мохамед ел Шенави
Мохамед ел Сајид Мохамед ел Шенави Гома (арап. محمد السيد محمد الشناوي جمعة, романизовано Mohamed El Sayed Mohamed El Shenawy Gomaa; Ел Хамул, 18. децембар 1988) професионални је египатски фудбалер који игра на позицији голмана.

## Клупска каријера
Ел Шенави је поникао у редовима екипе Ал Ахли из Каира у чију штколу фудбала је прешао још као четрнаестогодишњи дечак. Дебитантски наступ у професионалној каријери остварио је у првенственој утакмици играној 6. маја 2008. против екипе ЕНППИ, а исте сезоне са екипом је освојио и титулу националног првака. 
У наредном периоду играо је за египатске тимове Тала ел Гаиш, Харас ел Ходуд и Петроџет, а у лето 2016. враћа се у матични Ал Ахли. Са Ал Ахлијем је након повратка освојио још две титуле националног првака, те по један трофеј националног купа и суперкупа. 

## Репрезентативна каријера
Ел Шенави је играо за млађе репрезентативне селекције Египта, а за сениорску репрезентацију дебитовао је доста касно, тек у пријатељској утакмици против Португалије играној 23. марта 2018. године. 
На великим такмичењима дебитовао је на Светском првенству 2018. у Русији где је као стартер одиграо прве две утакмице у Групи А против Уругваја и Русије. 